# Psi Bootis
Désignations
Psi Bootis (ψ Bootis / ψ Boo) est une étoile orangée de la constellation boréale du Bouvier. Elle est visible à l’œil nu avec une magnitude apparente de +4,55. Elle présente une parallaxe annuelle de 13,26 mas mesurée par le satellite Hipparcos, ce qui signifie qu'elle est distante de ∼ 246 a.l. (∼ 75,4 pc) de la Terre. À cette distance, sa luminosité est diminuée d'une facteur d'extinction de 0,09 magnitude en raison de la poussière interstellaire que sa lumière traverse durant son trajet. L'étoile traverse le ciel avec un mouvement propre net de 0,176 seconde d'arc, et elle se rapproche du Soleil avec une vitesse radiale de −26 km/s.
Âgée de 4,19 milliards d'années, ψ Bootis est sortie de la séquence principale et a évolué pour devenir une étoile géante rouge de type spectral K2III. C'est une étoile qui appartient au red clump (ou grumeau rouge), ce qui indique qu'elle génère son énergie par la fusion de l'hélium en carbone dans son cœur. Elle tourne sur elle-même à une vitesse de rotation projetée de 3,5 km/s. Elle est 1,38 fois plus massive que le Soleil et son rayon est 20 fois plus grand que celui du Soleil. ψ Bootis est 135 fois plus lumineuse que le Soleil et sa température de surface est de 4 302 K.

## Dénominations
Selon Assemani, ψ Bootis et une autre étoile du bras droit du Bouvier, peut-être ε Bootis (Izar), constituaient l'Al Aulād al Nadhlāt des Arabes. Ce terme a été ultérieurement transcrit en latin filii altercationis (« fils de discorde »), bien que le terme originel signifie en réalité « les Petits, ou les Moyens ». Le catalogue d'étoiles du Technical Memorandum 33-507 - A Reduced Star Catalog Containing 537 Named Stars indique que ψ Bootis possède le nom de Al Aulād al Nadhlāt ou de Aulad al Nathlat.